# Ванчугов, Василий Викторович
Васи́лий Ви́кторович Ванчуго́в (р. 24 октября 1964) — российский историк философии, специалист по истории русской философии. Профессор, доктор философских наук (2002).

## Биография
В 1991 году окончил философский факультет МГУ по специальности «философия» (диплом с отличием по специальности: «философ, преподаватель философии»). В 1991—1994 годы обучался в аспирантуре того же факультета.
В 1994 году защитил кандидатскую диссертацию «Очерк истории философии „самобытнорусской“» на соискание степени кандидата философских наук.
В 1995 году начал преподавать на кафедре истории философии РУДН. С 1996 года старший преподаватель, доцент.
В 1998—1999 годы стажировался в США по программе Junior Faculty Development Program по теме «Современные американские методы преподавания философии в контексте гуманитарных и социальных наук» (Middlebury College, VT; Dartmouth College, NH). С 22 ноября по 27 ноября 1999 года по гранту Сороса участник «Media Studies Session» Центрально-Европейского университета в Будапеште.
В 2002 году защитил диссертацию «Русская философия конца XIX — начала XX вв. и американские мыслители „золотого века“. Главные направления теоретического взаимодействия» на соискание степени доктора философских наук.
С 22 августа по 24 сентября 2011 года — приглашённый исследователь-профессор на семинаре «Responsibility Personal and Social: Foundations for Ethics (or Life) in a Global Age» в центре изучения культуры и ценностей Католического университета Америки в Вашингтоне.
Читал лекции как приглашённый профессор на факультете социальных наук Евразийского национального университета им. Л. Гумилева (Астана, Казахстан).
11 августа 2016 года вошёл в состав Экспертного совета по теологии при ВАК.
17 февраля 2023 года вошёл в состав созданного тогда же на базе Российского университета дружбы народов диссертационного совета ПДС 1000.008 по научным специальностям: 5.7.2. История философии (философские науки); 5.7.7. Социальная и политическая философия (философские науки).

## Публикации
статьи в журналах и сборниках
- Философский комментарий на эскиз памятника В. С. Соловьеву скульптора Евдокимова // Волшебная гора. 1995. — № 3. — С. 351—355.
- Фантазии о философии будущего (из русской и зарубежной фантастики XIX—XX вв. // Волшебная гора. 1996. — № 4. — С. 60-82.
- Указатель статей философского отдела журнала «Вера и Разум» за 1884—1898 гг. // Вестник Российского университета дружбы народов. Серия «Философия». 1997. — № 1. — C. 218—232.
- От virtus — к поствиртуальности // «Цифровой жук /Литературно-философский журнал/» — М., 1998. — № 5. — С. 109—119.
- О первом российском философском конгрессе // Волшебная гора. — М., 1998. — С. 588—590.
- Статус философии в евразийском движении // Вестник Российского университета дружбы народов. Серия «Философия». — М., 1999. — № 1. — С. 64-75.
  - Статус философии в евразийском движении // Евразийская идея и современность. — М., 2002. — С. 104—120. (С изменениями и дополнениями)
- Овод // Парадокс. 2000. — № 5. — С. 84-85
- Как знать? // Парадокс. 2001. — № 1-2. — C. 84-85
- Хорошо ли жить в идеальном государстве? // Парадокс. 2001. — № 3. — C. 80-81
- Душа моя // Парадокс. 2001. — № 4. — C. 76.
- Почему у нас голова не квадратная? // Парадокс. 2001. — № 5. — C. 89.
- Женская философия // Парадокс. 2001. — № 6. — C. 95.
- Стремись к середине и будешь первым // Парадокс. 2001. — № 7. — C. 95.
- Философы и пустота // Парадокс. 2001. — № 8. — C. 95.
- Ближе к природе // Парадокс. 2001. — № 9. — C. 93.
- Marzenie o idei i ideologia marzenia. Colloquia Communia. 2004. — № 77 (2). — P. 23-28.
- Философия портальных технологий (на примере портала «Социально-гуманитарное и политологическое образование») // Вестник Российского университета дружбы народов. Серия «Информатизация образования». 2004. — № 1. — C. 71-80
- Образ и идея России в диалоге цивилизаций // Вестник Российского философского общества. 2005. — № 4. — С. 82—83.
- Ценностная составляющая информационных технологий образовательного процесса в современной России // Вестник Российского университета дружбы народов. Серия «Информатизация образования». 2008. — № 1. — C. 5-11.
- The Golden Chamber Pots of Alexey Kudrin // Russian Journal: Standpoint of the Week. 2009. — № 38. — C. 10-11.
  - Золотые горшки Алексея Кудрина // Русский журнал. 2009. — № 38. — С. 10-11
- After «Obamamania» // Weekly Newsletter on the Yaroslavl Initiative. 2009. — C. 8-9
  - После Обамамании // Ярославская инициатива. 2009. — C. 8-9.
- Образ будущего в свете реформы образования. Кризис продолжится? // Сократ. Журнал современной философии. 2009. — № 1. — C. 100—105.
- Инновационно-образовательные программы в контексте информационно-коммуникативных технологий // Вестник Российского университета дружбы народов. Серия Философия. 2009. — № 1. — C. 57-67.
- «История американской философии» в России: Б. В. Яковенко // Философские науки, издательство Гуманитарий. 2009. — № 6. — C. 80-91.
- Всеединство в этнософическом контексте: образы европейских народов в русской философской мысли // Соловьевские исследования. 2010. — № 1 (25). — C. 131—143.
- «Русский Бог» над линией фронта: война и теология // Сократ. Журнал современной философии. 2010. — № 2. — C. 48-51
- «Агрессия истины»: проявление «духа войны» в философских дискуссиях // Сократ. Журнал современной философии. 2010. — № 2. — C. 184—187.
- Судьбы локальных культур в условиях глобальной коммуникации // Ярославская инициатива. 2010. — C. 11.
  - The fate of local cultures in the framework of global communication // Weekly Newsletter on the Yaroslavl Initiative. 2010. — C. 11.
- Построение интеллекта в отдельно взятой стране // Ярославская инициатива. 2010. — C. 14.
  - Building intellect in a single country // Weekly Newsletter on the Yaroslavl Initiative. 2010. — C. 14.
- Российский «магистр философии» в образовательном процессе XIX — нач. XX в // Вестник Российского университета дружбы народов. Серия Философия. 2011. — № 1. — C. 6—14
- История философии сквозь призму преступлений и наказаний // Сократ. Журнал современной философии. 2011. — № 3. — C. 166—171.
- «Прагматический эпизод» в биографии логика Н. А. Васильева // Вестник Российского университета дружбы народов. Серия Философия. 2012. — № 3. — С. 61—67.
- Философский антропонимикон: имена как феномены для историка русской мысли // Вестник Московского университета. Серия 7: «Философия». 2012. — № 4. — C. 3—18.
- Новый Свет в поисках «науки счастья» // Сократ. Журнал современной философии. 2012. — № 4. — С. 30—33.
- Что сделано западными россиеведами применительно к русской философии // Вестник Российского университета дружбы народов. Серия Философия. 2013. — № 1. — C. 79—90.
- О действиях и намерениях историка в прошлом и настоящем // Философский журнал. 2013. — № 1. — C. 6—14.
- Особенности ретроспекции Н. О. Лосского как историка русской философии // Вестник Московского университета. Серия 7: Философия. 2013. — № 6. — C. 69—85.
- М. В. Безобразова — женщина-философ, этик и историк русской философии // Вестник Вятского государственного гуманитарного университета. 2014. — № 3. — C. 6—14.
- Философствование в условиях немирного времени: постижение смысла «второй отечественной войны» // История философии. 2014. — № 19. — C. 232—245.
- Неведомый Бог философии // Человек. 2014. — № 3. — C. 179—181.
- «Консервативный поворот» в образовании // Тетради по консерватизму. 2014. — № 3. — C. 190—202.
- Рузвельт против Обамы // Куранты. Информационный бюллетень Фонда ИСЭПИ. 2014. — № 1. — C. 37—38.

энциклопедические статьи
- Энциклопедический словарь «Русская философия» / под ред. проф. М. А. Маслина. — М.: «Республика», 1995 (2-е изд.: 1999):
  - «Безобразова М. В.»
  - «Бугаев Н. В.»
  - «Введенский А. И»
  - «Гавриил арх.»
  - «Горский А. К.»
  - «Гурджиев Г. И.»
  - «Ершов М. Н.»
  - «Кожевников В. А.»
  - «Кудрявцев-Платонов В. Д.»
  - «Лапшин И. И.»
  - «Максимова Е. И.»
  - «Михневич И. Г.»
  - «„Очерк развития русской философии“ Г. Г. Шпета»
  - «Петерсон Н. П.»
  - «Радлов Э. Л.»
  - «Рубинштейн М. М.»
  - «Сетницкий Н. А.»
  - «Щапов А. П.».

- Новая философская энциклопедия (М.: Мысль, 2000, Т. 1-4)
  - «Бахтин Н.»
  - «Безобразова М. В.»
  - «Богоискательство»
  - «Бриллиантов А. И.»
  - «Бронзов А. А.»
  - «Введенский Ал. И.»
  - «Гавриил арх.»
  - «Горский А. К.»
  - «Жаков К. Ф.»
  - «Кожевников В. А.»
  - «Радлов Э. Л.»
  - «Редкин П. Г.»
  - «Сетницкий Н. А.»
  - «Сменовеховство»
  - «Танеев В. И.»
  - «Тектология»
  - «Троицкий М. М.»
  - «Устрялов Н. В.».

монографии
- Очерк истории философии «самобытно-русской». — М.: РИЦ «Пилигрим», 1994. — 407 с. — ISBN 5-87475-002-09.
- Женщины в философии : Из истории философии в России XIX-нач. XX вв. : [Сборник]. — М.: РИЦ «Пилигрим», 1996. — 300 с.
  - Женщины в философии (из истории философии в России). — [Изд. 2-е ]. — Москва : РУДН, 2009. — 198 с. — (Библиотека классического университета). — ISBN 978-5-209-03183-3.
- Москвософия и петербургология. Философия города. — Москва : РИЦ «Пилигрим», 1997. — 222 с. — ISBN 5-87475-018-5.
- Русская мысль в поисках «нового света»: «золотой век» американской философии в контексте российского самопознания. — М.: Уникум-Центр, 2000. — 328 с.
- Первый историк русской философии: Архимандрит Гавриил и его время. — Москва : Мир философии, 2015. — 749 с. — (Русская философия). — ISBN 978-5-9906502-0-6
- Образ и идея России в отечественном интеллектуальном наследии : учебное пособие. — Чебоксары : Издательство Чувашского университета, 2022. — 267 с. — ISBN 978-5-7677-3533-4. — 200 экз.